# Kalac (Chorwacja)
Kalac – wieś w Chorwacji, w żupanii primorsko-gorskiej, w gminie Mošćenička Draga. W 2011 roku liczyła 32 mieszkańców.